# Margarita Mamún
Margarita "Rita" Mamún (Moscú; 1 de noviembre de 1995) es una exgimnasta rítmica rusa, tres veces (2011 - 2013) campeona nacional de Rusia en la clasificación general y campeona olímpica en los Juegos Olímpicos de Río de Janeiro 2016.

## Carrera deportiva

### Júnior
Como júnior compitió en varios torneos internacionales: en 2005 compitió en la Copa Miss Valentine de Tartu (Estonia) junto a su compañera Karolina Sevastyanova. Su entrenadora es la campeona mundial Amina Zaripova. Por un tiempo Mamun compitió por Bangladés, pero retornó a la selección rusa como sénior.

### Sénior
Mamún compitió en el Torneo internacional de Calais en 2011 donde ganó la medalla de oro en la clasificación general y también en las finales de aro, mazas y cinta. Da el salto internacionalmente como sénior en la Copa del Mundo de 2011, celebrada en Montreal, Canadá donde consigue la medalla de bronce en la clasificación general y la medalla de oro en la final de pelota, por delante de la bielorrusa Liubov Charkashyna.
En 2012 compitió en el Grand Prix de Moscú donde terminó en novena posición en la clasificación general. En la Copa del Mundo de Kiev, Mamun ganó la medalla de bronce en las finales de aro, pelota y cinta. En Tashkent, prueba también para la Copa del Mundo, termina en cuarta posición. Ella y su compañera Daria Dmitrieva compitieron en el Aeon Cup 2012 celebrado en Japón ganando el oro en la prueba de equipos.
En 2013, Mamun empieza el año compitiendo en el Grand Prix de Moscú ganando la medalla de oro en la clasificación general por delante de la Búlgara y medalla de plata Sylvia Miteva y de su compañera Daria Svatkovskaya. Ella también ganó la medalla de oro en las finales de aro, pelota y mazas y el bronce en la final de cinta. En el Grand Prix de Thiais Mamún ganó todas las medallas de oro: clasificación general y las cuatro finales (aro, pelota, mazas y cinta). También gana todas las medallas de oro posibles en la prueba puntuable para la Copa del Mundo de Lisboa (Portugal). En la prueba también puntuable para la Copa del Mundo celebrada en Sofia (Bulgaria) y consigue la medalla de bronce en la general quedando detrás de la Búlgara Sylvia Miteva, consigue la medalla de oro en la final de pelota y la plata en la final de cinta, empatando con Ganna Rizatdinova. En la prueba de Corbeil-Essonnes World Cup gana otra medalla de bronce en la general y 3 medallas de oro en las finales de aro, pelota y cinta y una de plata en mazas.
Compite en su primer Campeonato Europeo, celebrado en Viena (Austria) y junto a sus compañeras (Yana Kudryavtseva y Daria Svatkovskaya) consiguen la medalla de oro por equipos para Rusia. En las finales consigue el oro en cinta y 3 medallas de plata (pelota, aro y mazas). Participa en la Universiada de 2013 celebrada en Kazán donde consigue 4 medallas de oro (Clasificación general, mazas, aro y cinta) y un octavo puesto en la final de pelota. En la final de la Copa del Mundo 2013, celebrada en San Petersburgo (Rusia), Mamun ganó la medalla de oro en la clasificación general, en la final de aro, en la final de cinta, en la final de mazas y la plata en la final de pelota, 5 medallas en total. En el Campeonato del Mundo de 2013, celebrado en Kiev, Ucrania, ella ganó la medalla de oro en la final de pelota con una puntuación de 18.516 puntos y compartió medalla de oro en mazas con su compañera Yana Kudryavtseva. También ganó la medalla de bronce en la final de aro y quedó en quinta posición en la final de cinta. Finalizó en sexta posición en la clasificación global.
Después acudió al Grand Prix de Brno donde ganó el oro en el concurso general, por delante de Svatkovskaya, también ganó el oro en las finales de cinta y pelota, plata en la final de aro y bronce en la final de mazas. Mamun fue al Grand Prix en Berlín donde ganó la final general y el oro en las finales de aro y pelota, plata en mazas y consigue la quinta plaza en cinta. Su última victoria fue en los Juegos Olímpicos de Río de Janeiro de 2016 en el cual obtuvo el oro, ganándole a su compatriota Yana Kudryavtseva, y logrando un nuevo récord olímpico con 76.483 de puntuación.
Se retiró de la vida deportiva al finalizar los Juegos Olímpicos de Río de Janeiro de 2016.

## Vida personal
En 2017 se casó con nadador Alexander Sukhorukov, el 3 de octubre de 2019 nació su primer hijo, Lev Alexandrovich Sukhorukov.

## DocumentalOver the limit
La realizadora polaca Marta Prus expuso en el documental Over the limit (Cruzando el límite) el proceso de entrenamiento de Margarita Mamún antes de los Juegos Olímpicos de Río de Janeiro de 2016, donde retrató para mostrar la cara oculta del duro entrenamiento físico y mental del sistema ruso para lograr atletas perfectos.